# The Midsummer Station
The Midsummer Station —en español: La estación de medio-verano— es el cuarto álbum de estudio del proyecto musical Owl City, publicado el 21 de agosto de 2012 bajo el sello discográfico Universal Republic. Los encargados en la producción del disco fueron: Steve Bursky, Tim Blacksmith y Danny D. junto a Adam Young. El productor Steve Bursky, ya había trabajado con Young en sus álbumes anteriores, Ocean Eyes y All Things Bright and Beautiful. Este es el primer material discográfico de Owl City en el que trabajó con un gran número de productores y coescritores. Se publicaron dos sencillos del álbum, ellos fueron «Good Time» y «Shooting Star». El mismo recibió comentarios no muy favorables por parte de los críticos y también tuvo un éxito regular en las listas exceptuando en Canadá, dónde logró la posición número uno en el Canadian Albums.

## Antecedentes

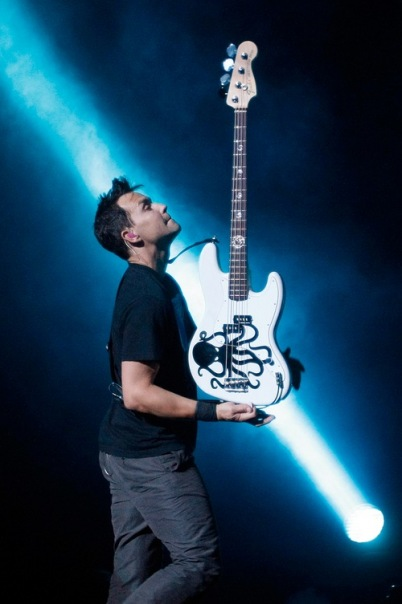
Mark Hoppus, quien colaboró en la canción «Dementia».

The Midsummer Station es el primer álbum de Owl City en el que trabaja junto a un gran número de colaboradores en producción y composición, ya que Adam Young ha escrito y producido junto al productor Steve Bursky gran parte de sus trabajos discográficos. Según Young, en una entrevista a Alternative Press mencionó que «la grabación del álbum fue una experiencia rara y divertida».
En enero, Young empezó a escribir y grabar algunos demos en su estudio de grabación ubicado en Minnesota, pero su sello discográfico le pidió que se juntara con algunos productores y coescritores, entre ellos Stargate, Emily White y Matthew Thiessen, ya que la meta de ello era complementar el estilo de Owl City en la parte de musical y en la lírica de las canciones. La producción del álbum se llevó a cabo en Nueva York y Los Ángeles en un período entre enero y marzo de 2012, pero antes de eso, Young grabó cuatro canciones en su estudio, las cuales conformarían Shooting Star EP, publicado el 15 de mayo del mismo año.
Una de las colaboraciones que hay en el disco es en «Dementia» con Mark Hoppus, bajista y vocalista de Blink-182, la canción se publicó como un sencillo promocional el 17 de abril de 2012. En una entrevista que Jocelyn Vena de MTV le realizó a Young, declaró que: «Trabajar con Mark Hoppus era un sueño hecho realidad». Vena comentó que la canción «es sin duda un homenaje a la vibra de Blink-182». Otra de las colaboraciones del disco es la de la cantante Carly Rae Jepsen en el sencillo «Good Time». Los productores Steve Bursky y Scooter Braun, buscaban trabajar juntos en un proyecto y Bursky le envió canciones del nuevo álbum de Owl City. Braun se contactó con el representante de la cantante, Jonathan Simkin, y posteriormente Jepsen grabó su voz para la canción en marzo de 2012.

## Lanzamiento y promoción
The Midsummer Station se publicó el 21 de agosto de 2012 bajo el sello discográfico Universal Republic, la fecha original de lanzamiento era el 14 de agosto, pero se cambió a la semana siguiente debido a ciertos «desarrollos emocionantes». En el Reino Unido se publicó una versión limitada bajo el sello Island Records con la firma de Adam Young en la portada. En iTunes se puede encontrar la edición de lujo que incluye una canción adicional titulada «Bombshell Blonde».
El álbum cuenta con los sencillos «Good Time» y «Shooting Star». «Good Time» se estrenó el 26 de junio de 2012, el cual logró un gran éxito al colocarse en las posiciones número veintitrés en el Billboard Hot 100, catorce en la lista Pop Songs y diez en la lista Adult Pop Songs. El segundo sencillo es «Shooting Star». Antes de la publicación del álbum, Young comenzó una gira promocional por Norteamérica en un período entre junio y agosto junto a algunas apariciones con la cantante Carly Rae Jepsen en algunos programas de televisión, tales como America's Got Talent y Today ambos de la NBC. Al finalizar esta gira promocional, Young anunció que comenzaría una gira internacional de veintitrés shows en Norteamérica y veinte presentaciones internacionales comenzando en Nashville el 5 de septiembre de 2012 y finalizando en Sídney, Australia el 20 de noviembre de 2012.

## Recepción

### Comentarios de la crítica
De acuerdo al sitio web Metacritic, el álbum recibió críticas no muy favorable, reuniendo un total de 52 puntos sobre 100 sobre la base de once críticas. Fred Thomas de Allmusic, no le dio una reseña muy positiva al álbum y comentó que «...cada una de las once canciones es una especie de adaptación para la radio pop, bandas sonoras de películas de adolescentes y comerciales de bebidas [...] Con sólo unas pocas excepciones, The Midsummer Station es aspirante a himnos de la juventud, el amor y es apenas agradable». John Aizlewood de BBC Music le dio una crítica favorable y dijo: «Esta vez no es tanto salir del armario pop dando una patada a las puertas y tirarlas abajo [...] Si esta apuesta funciona, Owl City será enorme de nuevo, en esta ocasión, los sonidos de Young son como el los quiere». Jody Rosen de la revista Rolling Stone le dio una fuerte crítica dándole al álbum un total de dos estrellas de cinco y comentó que «Adam Young, también conocido como Owl City, parece ser un buen tipo, y sabe cómo armar una canción pop. Pero también es una amenaza [...] entrega universalmente molestas palabras de ánimo en canciones synthpop [...] El dueto con Carly Rae Jepsen, «Good Time», es suficientemente molesto como para hacer odiar a Jepsen, «Call Me Maybe» y también los buenos tiempos en general». James Versluis de Sputnikmusic le dio una muy dura reseña a The Midsummer Station otorgándole una puntuación de una estrella de cinco y comentó que «no hay nada bueno acerca de este álbum [...] Ni siquiera las letras pueden salvar esta horrible obra maestra».

### Resultados comerciales
El álbum mostró un desempeño comercial favorable en Norteamérica. En los Estados Unidos logró la posición número siete en el Billboard 200, este superó a Ocean Eyes que obtuvo el puesto ocho. En la misma semana que ingresó al Billboard 200, The Midsummer Station debutó en la lista Digital Albums en el puesto número dos y permaneció una semana en esa posición. En Canadá obtuvo su mejor posición en la lista Canadian Albums dónde alcanzó el número uno, también permaneció una semana en dicha posición el cual sueperó las posiciones de sus álbumes anteriores en dicha lista.
En Europa, The Midsummer Station no obtuvo mucho éxito. En Alemania se ubicó en el puesto número cuarenta y cuatro. En Bélgica fue donde obtuvo las posiciones menos favorables, se ubicó en el puesto ochenta y dos en Flandes y en el ciento cuarenta y cuatro en Valonia. En Francia llegó al ochenta y ocho y en Noruega al treinta y cinco. En los Países Bajos obtuvo el puesto treinta y seis y en el Reino Unido el puesto número treinta y cuatro. En Suiza alcanzó el sesenta y uno. En Oceanía el comportamiento del álbum en las listas fue regular al obtener la posición veintinueve en Australia y la posición número veinticuatro en Nueva Zelanda.

## Lista de canciones
| The Midsummer Station |                                    |                                                                                 |          |  |
| N.º                   | Título                             | Escritor(es)                                                                    | Duración |  |
| 1.                    | «Dreams and Disasters»             | Adam Young, Emily Wright, Nate Campany                                          | 3:45     |  |
| 2.                    | «Shooting Star»                    | Adam Young, Dan Omelio, Matthew Thiessen, Mikkel S. Eriksen, Tor Erik Hermansen | 4:07     |  |
| 3.                    | «Gold»                             | Emily Wright, Josh Crosby, Nate Campany                                         | 3:56     |  |
| 4.                    | «Dementia» (con Mark Hoppus)       | Adam Young                                                                      | 3:31     |  |
| 5.                    | «I'm Coming After You»             | Adam Young, Brian Lee, Matthew Thiessen                                         | 3:30     |  |
| 6.                    | «Speed of Love»                    | Adam Young, Matthew Thiessen, Sam Hollander                                     | 3:28     |  |
| 7.                    | «Good Time» (con Carly Rae Jepsen) | Adam Young, Brian Lee, Matthew Thiessen                                         | 3:26     |  |
| 8.                    | «Embers»                           | Adam Young, Emily Wright, Nate Campany                                          | 3:45     |  |
| 9.                    | «Silhouette»                       | Adam Young                                                                      | 4:12     |  |
| 10.                   | «Metropolis»                       | Adam Young, Matthew Thiessen                                                    | 3:39     |  |
| 11.                   | «Take It All Away»                 | Adam Young, Allan P. Grigg, Emily Wright, Nate Campany                          | 3:31     |  |
| 40:45                 |                                    |                                                                                 |          |  |

| Versión de lujo de iTunes |                    |                              |          |  |
| N.º                       | Título             | Escritor(es)                 | Duración |  |
| 12.                       | «Bombshell Blonde» | Adam Young, Matthew Thiessen | 3:26     |  |
| 44:11                     |                    |                              |          |  |

## Posicionamiento en listas
| Alemania          | Media Control Charts                          | 44  |
| Australia         | Listas musicales de Australia                 | 29  |
| Bélgica (Flandes) | Ultratop 50                                   | 82  |
| Bélgica (Valonia) | Ultratop 50                                   | 144 |
| Canadá            | Canadian Albums Chart                         | 1   |
| Estados Unidos    | Billboard 200                                 | 7   |
| Estados Unidos    | Digital Albums                                | 2   |
| Francia           | SNEP                                          | 88  |
| Noruega           | VG-lista                                      | 35  |
| Nueva Zelanda     | Recording Industry Association of New Zealand | 24  |
| Países Bajos      | MegaCharts                                    | 36  |
| Reino Unido       | UK Albums Chart                               | 34  |
| Suiza             | Schweizer Hitparade                           | 61  |

### Sucesión en listas
| Predecesor: Cabin Fever de Corb Lound | Canadian Albums — Álbum N° 1 8 de septiembre de 2012 — 15 de septiembre de 2012 | Sucesor: Havoc And Bright Lights de Alanis Morissette |

## Créditos y personal
| Owl City - Adam Young: producción adicional, compositor, ingeniero, miembro del grupo, mezcla, músico, productor, ingeniero de voces Producción y músicos adicionales - Ben Adelson: A&R - Keith Armstrong: asistente - Tim Blacksmith: productor ejecutivo - Sandy Brummels: director de arte - Steve Bursky: productor ejecutivo, management - Chris Carmichael: strings - Nate Company: compositor - Andy Cook: booking - Josh Crosby: compositor, ingeniero, músico, productor, coro - Danny D.: productor ejecutivo - Jenna Davis: editor de voces | - Mikkel S. Eriksen: compositor, ingeniero, músico - Ken Friessen: ingeniero - Serban Ghenea: mezcla - Allan P. Grigg: compositor - John Hames: ingeniero de mezcla - Tor Erik Hermansen: compositor, músico - Sam Hollander: compositor - Chris Holmes: ingeniero de voces - Jeff Krones: booking - Ted Jensen: masterización - Nik Karpen: asistente - Keith Kenniff: bajo, batería, sintetizador - Koool Kojak: ingeniero, músico, productor - Brian Lee: producción adicional, compositor - Chris Lord-Alge: mezcla - Imran Majid: A&R - Brian Manning: booking - The Minneapolis Youth Chorus: coros | - Dan Omelio: compositor - Robert Orton: mezcla - Gediminas Pranckevicius: portada del álbum - Dustin Sauder: guitarra - Andrew Schubert: ingeniero - Phil Seaford: asistente de mezcla - Stargate: productor - Rob Stevenson: A&R, productor ejecutivo - Ryan Stewart: productor de voces - Matthew Thiessen: compositor, productor de voces, coro - Brad Townsend: ingeniero - Marlene Tsuchii: booking - Miles Walker: ingeniero - Emily Wright: compositor Artistas invitados - Mark Hoppus: artista invitado - Carly Rae Jepsen: artista invitado |

Fuente: Allmusic